# Harald Backman
Harald Otto Backman, född 2 november 1884 i Impilax, död 19 januari 1968 i Helsingfors, var en finländsk väg- och vattenbyggnadsingenjör.
Backman, som var son till medicine och kirurgie doktor Herman Backman och Adèle Barth, blev student 1903 och diplomingenjör 1907. Han blev extra ingenjör i Överstyrelsen för väg- och vattenbyggnaderna (från 1925 benämnd Väg- och vattenbyggnadsstyrelsen) 1907, yngre ingenjör 1919, byråingenjör 1920, chef för broavdelningen 1925, överingenjör 1930 och var tillförordnad generaldirektör från 1932 till pensioneringen 1953. 
Backman var ordförande i Väg- och vattenbyggnadsföreningen 1928–1937 (hedersledamot 1944), i Tekniska Föreningen i Finland 1933–1935 (hedersledamot 1944), i Betongföreningen i Finland 1944–1946 (hedersledamot 1950), i Svenska tekniska vetenskapsakademien i Finland 1954–1957 (hedersledamot 1961), i Helsingfors stads brokommitté från 1954 och viceordförande i Helsingfors stads nämnd för allmänna arbeten 1944–1964. Han var Finlands representant vid internationella brokongresserna i Paris 1932, Berlin 1936 och Liège 1948 och medlem i Internationella broföreningens permanenta kommitté från 1930. Han blev hedersledamot i Byggnadsingenjörföreningen 1954.